# De stemmenrover
De stemmenrover is het eenenveertigste stripverhaal uit de reeks van Suske en Wiske. Het is geschreven door Willy Vandersteen en werd gepubliceerd in De Standaard en Het Nieuwsblad van 21 januari 1957 tot en met 30 mei 1957. 
De eerste albumuitgave was later in 1957, destijds in de Vlaamse ongekleurde reeks waarin het nummer 30 kreeg. In 1968 verscheen het verhaal in de Vierkleurenreeks met albumnummer 84. De geheel oorspronkelijke versie verscheen in 1997 nog eens in Suske en Wiske Klassiek.

## Locaties
- België, Japan, Tokio, het kasteel en het rijk van prinses Sholo-Fly en een toren van de roversbende.

## Personages
- Suske (Soesoeko), Wiske (Wisoeko) met Schanulleke, tante Sidonia (Sidonya), Lambik (Lamoebikoe), Jerom (Sjeroemo), prinses Sholofly, Komikio, visser, stokoude man, rovers, man in zwarte kimono

## Het verhaal
In Japan woont prinses Sholo-Fly in een middeleeuws rijk. Haar ouders zijn overleden. Ze krijgt adviezen van de sterrenwichelaar Komikio en mag van hem de troon pas bestijgen als het beeld van de goede geest Butagasaki gesproken heeft. Het land is in chaos sinds Sholo-Fly's ouders dood zijn. Een geheimzinnige man in zwarte kimono maakt een toverdrankje om iemands stem te roven. Hij wil het beeld namelijk laten spreken. Hij doet het drankje in een pakje thee, dat in Europa terechtkomt en toevallig in de tas van Wiske belandt als zij boodschappen doet.   
Jerom en Lambik komen bij tante Sidonia op bezoek. Lambik drinkt als eerste van de thee, waarop zijn stem in een paar luchtbellen wordt gevangen en hem verlaat. Lambik is wanhopig en besluit na enkele dagen om stiekem af te reizen naar Japan, om daar zijn stem te  gaan zoeken. Hij verdrinkt bijna als hij een jongetje wil redden. Daarop wordt hij zelf gered door een visser, die Lambik vertelt dat er in Japan nog een middeleeuws rijk bestaat. De vrienden vinden thuis een briefje dat door Lambik is achtergelaten.
Lambiks stem komt intussen aan op het kasteel. De man in kimono – de stemmenrover – zegt hem dat hij de prinses moet opdragen dat ze het geheim van de “Talisman der Shings” moet vertellen, voordat ze de troon mag bestijgen. Maar Lambiks stem luistert pas als ook Lambiks stem van het geweten is afgepakt. Die moet echter vrijwillig gegeven worden door de eigenaar. Lambik gaat op zoek naar zijn stem en ziet hoe prinses Sholo-Fly aangevallen wordt door rovers. Hij helpt haar ontsnappen en gaat met haar naar het kasteel. Komikio voorspelt dat Lambik een machtig landheer zal worden als hij zijn stem terugvindt.
Suske, Wiske, Jerom en tante Sidonia zijn ook in Japan en door de schipper worden ze op het goede pad gebracht. Ook zij komen de roversbende tegen, maar Jerom verslaat de boeven. De vrienden bereiken het kasteel en prinses Sholo-Fly stuurt haar samoerai om Jerom te helpen. Lambik heeft door een list van de man in de zwarte kimono ook de stem van zijn geweten verloren, waarna hij buiten bewustzijn raakt en naar een bouwvallige toren wordt gebracht. De prinses moet van het beeld van Butagasaki de talisman offeren, maar ze vraagt bedenktijd. 
Suske en Wiske laten de twee stemmen ontsnappen, maar worden gevangen door de man in kimono. Ze vinden later de toren van de roversbende, en verstoppen zich in een kist. Tante Sidonia en Jerom vinden de toren ook, maar zij worden gevangengenomen. Tante Sidonia vindt Suske en Wiske in een kist en Jerom weet uit een blok beton te ontsnappen. Ze gaan op weg naar het paleis. Prinses Sholo-Fly besluit de talisman te offeren nu de vrienden niet teruggekeerd zijn. De stemmenrover wil hem meenemen, maar tante Sidonia en Jerom voorkomen dit nog net op tijd. De stemmenrover ontsnapt.
Suske en Wiske vinden een geheime gang en het boek met de toverformules. Ze nemen het boek mee en horen van de prinses dat degene die de talisman draagt honderd jaar zal worden. Suske en Wiske vinden de spreuk in het boek en Lambik krijgt zijn stem terug. Hij ontsnapt en redt de prinses uit drijfzand. De rovers en man in kimono worden verjaagd en de prinses gaat met de vrienden naar het paleis. Daar zegt Komikio dat de stemmenrover is gevlucht met de rovers, maar Suske en Wiske hebben gezien dat het dopje altijd op de telescoop zat. Komikio is dus geen sterrenwichelaar maar een bedrieger; hij is zelf de stemmenrover en heeft de prinses altijd voorgelogen om te voorkomen dat ze aan de macht zou komen. Hij wordt verbannen.
Prinses Sholo-Fly bestijgt de troon, waar ze altijd al recht op had. Ze schenkt Lambik de talisman als aandenken. De vrienden gaan terug naar huis.

## Achtergronden bij het verhaal
- Vandersteen zou in de jaren hierna nog een aantal Suske en Wiske-verhalen in het Verre Oosten situeren. Hij maakte in deze periode zelf een rondreis door dit gebied.
- "Sholo-fly" is een woordspeling op Madame Butterfly en Solo, een bekend Belgisch margarinemerk. Ook kan het verwijzen naar 'So lovely', 'zo lief' in het Engels.
- "Komikio" is pseudo-Japans en een toespeling op "komiek".
- Op pagina 41 ontsnappen de stemmen van Lambik uit het beeld, maar op pagina 50 zitten ze er op onverklaarde wijze weer in.
- De talisman die Lambik krijgt speelt een belangrijke rol in het volgende verhaal, Het sprekende testament.
- De uitrusting van een samoerai is gebaseerd op tekeningen uit het boek Le Costume historique van Auguste Racinet[2]